# Nacom
Nacom, auch Nacon, war der Titel des Heerführers oder obersten Kriegsherrn der Maya. Seine Amtszeit, während der er auch als Priester agierte, dauerte drei Jahre.
Bekannte Nacom aus der Epoche der Postklassik während des Widerstands gegen die Konquista auf Yucatán waren der Nacom der Cupul Naabon Cupul († 1531) oder Gonzalo Guerrero († 1536), welcher 1514 zum Nocom von Chaktemal aufstieg. Auch der letzte Feldherr der Quiché, Tecun Uman († 1524), dürfte den Titel eines Nacom geführt haben.
Gemäß der von Bischof Diego de Landa um 1566 veröffentlichten Rechtfertigungsschrift Relación de las cosas de Yucatán leitete der Nacom auch blutige Menschenopfer. In Landas drastischer Schilderung soll der Nacom mit einem Steinmesser die Brust des Opfers geöffnet und dessen noch schlagendes Herz herausgeschnitten haben.
Der rituelle Charakter der Position des Nacom wird in der Verpflichtung deutlich, während der gesamten drei Jahre seiner Amtszeit sexuell enthaltsam zu leben, kein Fleisch zu essen und keine Drogen zu nehmen, wie Landa überliefert.